# Équipe des Îles Salomon de rugby à XV
L'équipe des Îles Salomon de rugby à XV rassemble les meilleurs joueurs de rugby à XV des Îles Salomon et est membre de la Federation of Oceania Rugby Unions.

## Histoire
L'équipe des îles Salomon est classée à la 106ème place au classement IRB du 04/10/2023

## Palmarès
- Coupe du monde
  - 1987 : pas invitée
  - 1991 : pas qualifiée
  - 1995 : pas qualifiée
  - 1999 : pas qualifiée
  - 2003 : pas qualifiée
  - 2007 : pas qualifiée
  - 2011 : pas qualifiée
  - 2015 : pas qualifiée
  - 2019 : pas qualifiée
- Coupe d'Océanie
  - 2007 : 3e/3
  - 2008 : Ne participe pas
  - 2009 : Ne participe pas
  - 2011 : 2e/4
  - 2013 : 3e/4
  - 2015 : 4e/4
  - 2017 : Ne participe pas
  - 2019 : 3e/4